# Corporación Universitaria Americana
La Corporación Universitaria Americana est une institution d'éducation supérieure reconnue par le Ministère d'éducation de Colombie via la résolution n° 6341 du 17 octobre 2006. Elle propose dans les villes de Barranquilla ainsi que de Medellín les programmes suivants : sciences sociales et humaines ; science économique, administrative et comptable ; ingénierie.

## Historique
En 2006, un groupe de professionnels dédiés au développement de projet d'éducation décidèrent de créer la Corporación Universitaria Americana, initialement dans la ville de Barranquilla puis en 2008 une seconde université est établie dans la ville de Medellín.
En 2011, elle bénéficie du certificat Icontec et IQNet de l'institut de normalisation colombien sous ISO 9001. 
 
En 2012 elle reçoit un certificat émanant de la Fédération nationale des commerçants pour sa responsabilité sociale.

## Facultés

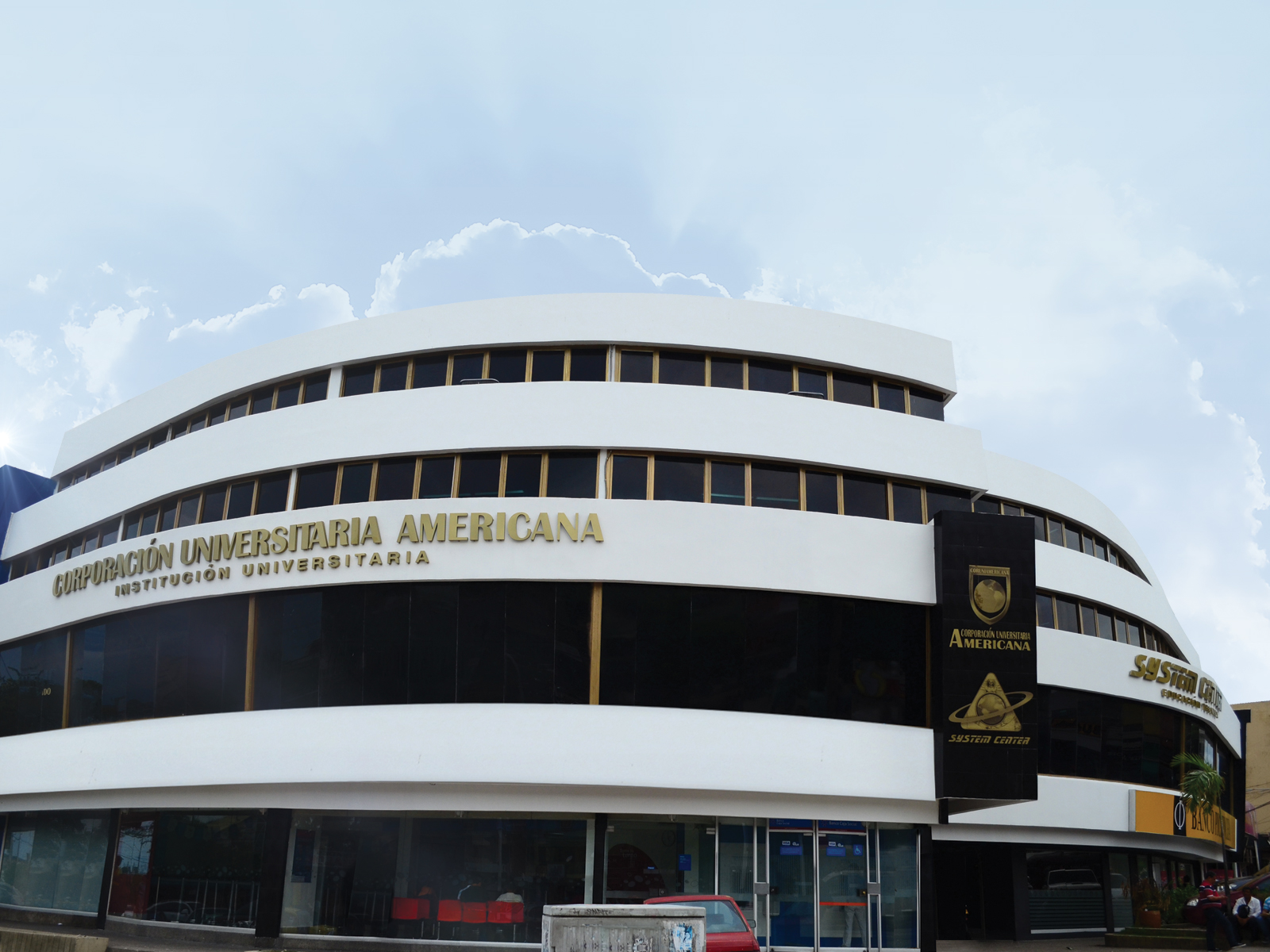
Université de Barranquilla

L'établissement est composé de trois facultés :
- la faculté des sciences humaines et sociales :
  - programme de droit.
- la faculté d’ingénierie :
  - programme d’ingénierie industrielle ;
  - programme d'ingénierie des systèmes.
- la faculté de sciences économiques, administratives et comptables :
  - programme d'administration des entreprises ;
  - programme de commerce international ;
  - programme de comptabilité.

## Conventions
Internationales 

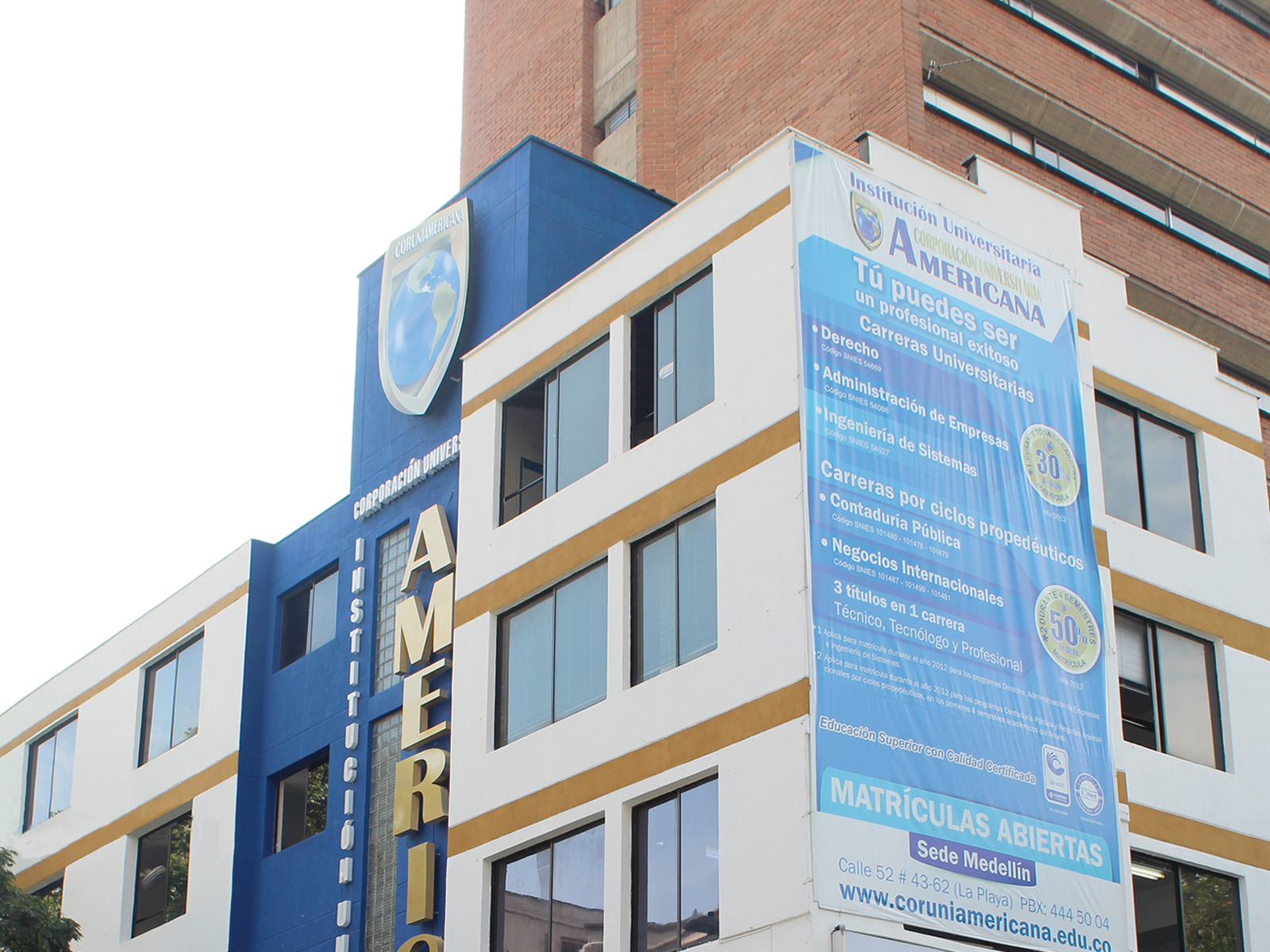
Université de Medellín

- Université de Pau et des Pays de l'Adour. Pau, France.
- Université Polytechnique de Porto Rico
- Université UCINF Santiago, Chili.
- Université de Fortaleza [3]. Fortaleza, Brésil.
- Université National de Cuyo. Cuyo, Argentine.
- Institut Technologique et d’Études Supérieures de Monterrey. Monterrey, Mexique.
- Université Wesleyan, Middletown, États-Unis
- Censa Institut, Miami-Orlando, États-Unis [4]

Nationales
- Alcadia Distrital de Barranquilla [5]